# Piaski (województwo małopolskie)
Piaski – kolonia w Polsce w województwie małopolskim, w powiecie olkuskim, w gminie Wolbrom, przy drodze wojewódzkiej nr 783.
W latach 1975–1998 miejscowość należała administracyjnie do województwa katowickiego.